# Агеміді
Агеміді [ˌæɡəˈmiːdi] (давньогрецька: Ἀγαμήδη) — ім'я, пов'язане з двома окремими жінками в класичній грецькій міфології та історії легенд.

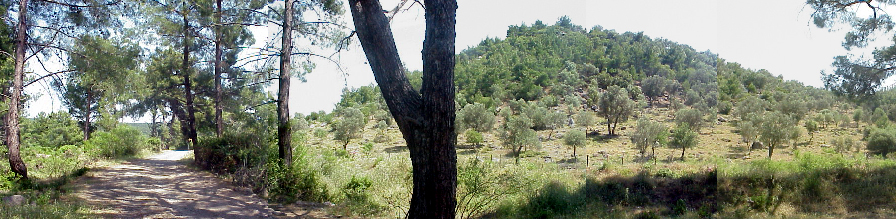
Пагорб Вунарос був місцем розташування стародавнього міста Агеміді

- За словами Гомера, Агеміді (близько ХІІ ст. до н. е.) була грецькою лікаркою, знайомою з цілющою силою всіх рослин, що ростуть на землі.[1] Вона народилася в Еліді[en], старшою донькою Авгея, короля Єпи (англ. Epeans),[2] і була одружена з Мулієм[3], першим чоловіком, що загинув у бою біля Нестора під час війни між Елідою та Пілосом.[4] Гігін робить її матір'ю Белуса, Актора і Діктиса[en], від Посейдона.[5] Її називали Перимедою[en] двоє, Проперцій та Теокріт.[6][7] До елліністичного періоду (близько IV–I століть до н. е.) Агеміді стала фігурою чарівниці, подібно до Цирцеї або Медеї.[8]
- Агеміді, дочка Макара, від якої пішла назва Агеміді[en], місце у Лесбосі.[9] Місто вже зникло за часів Плінія.[10][11] Стародавню Агеміді нещодавно ототожнювали зі стародавніми руїнами на невеликому пагорбі під назвою «Вунарос» (англ. Vounaros) 3 км на північ від стародавньої Пірри.[12]